# Aegocera isogenis
Aegocera isogenis är en fjärilsart som beskrevs av Jordan 1913. Aegocera isogenis ingår i släktet Aegocera och familjen nattflyn. Inga underarter finns listade i Catalogue of Life.